# Distretto di Thuan Thanh
Thuan Thanh (vietnamita: Thuận Thành) è una cittadina (thị xã) del Vietnam che nel 2019 contava 171.942 abitanti.
Occupa una superficie di 116 km² nella provincia di Bac Ninh. Ha come capitale Ho.